# فيكتور مينا
فيكتور مينا (بالإسبانية: Victor Manuel Mena Coto)‏ هو لاعب كرة قدم إسباني في مركز الدفاع، ولد في 24 فبراير 1995 في لوس بالاسيوس ذ فيلافرانكا في إسبانيا. لعب مع Sevilla FC C ‏.

## وصلات خارجية
- فيكتور مينا على موقع قاعدة بيانات كرة القدم.إي يو (الإنجليزية)
- فيكتور مينا على موقع Soccerway.com (الإنجليزية)